# La Pala
La Pala  es una localidad del centro-oeste de la provincia de Buenos Aires muy cerca del límite con la provincia de La Pampa; está situada en el partido de Adolfo Alsina, Argentina.

## Población
Cuenta con 27 habitantes (Indec, 2010), lo que representa un leve incremento del 8% frente a los 25 habitantes (Indec, 2001) del censo anterior.
| Gráfica de evolución demográfica de La Pala entre 1991 y 2010 |
|                                                               |
| Fuente: Censos nacionales del INDEC                           |